# Remaneicaris paratridactyla
Remaneicaris paratridactyla is een eenoogkreeftjessoort uit de familie van de Parastenocarididae. De wetenschappelijke naam van de soort is voor het eerst geldig gepubliceerd in 2007 door Corgosinho, Martínez Arbizu & Santos-Silva.